# Irénée (patriarche serbe)
Pour les articles homonymes, voir Irénée.
Irénée (en serbe cyrillique : Иринеј ; en serbe latin : Irinej), né Miroslav Gavrilović le 28 août 1930 à Vidova, près de Čačak (Serbie), et mort le 20 novembre 2020 à Belgrade, est le 45e patriarche orthodoxe serbe de Peć, Métropolite de Belgrade et Karlovci.
Son intronisation a eu lieu le dimanche 3 octobre 2010 au patriarcat de Peć, le monastère de cette ville XIIIe siècle étant le siège de l’Église orthodoxe serbe, depuis le Moyen Âge,,.

## Formation et parcours
Il termine ses études secondaires au lycée de Čačak, puis s'inscrit au séminaire de Prizren en Métochie et termine ses études supérieures à la faculté de théologie de Belgrade.
Avant de devenir professeur au séminaire de Prizren en 1959, il est tonsuré moine et ordonné prêtre. Il prend alors le nom monastique  d'Irénée. Il passe ensuite plusieurs années à Athènes où il fait ses études  doctorales. En 1969, il est désigné responsable de l'école monastique du monastère d'Ostrog, puis il est établi comme recteur du séminaire de Prizren. En 1974, il est élu évêque vicaire de Sa Sainteté le Patriarche Germain, avec le titre d'évêque de Morava. En 1975, il est élu évêque de Niš, grande ville du sud de la Serbie, lieu de  naissance de saint Constantin le Grand, et est pendant 35 ans à la tête de ce diocèse. Finalement, il est élu Patriarche de l'Église orthodoxe serbe le 22 janvier 2010.

## Ouverture vers les catholiques
Lors de ses déclarations récentes, Irénée s'est montré favorable au  dialogue inter-religieux et à une visite en Serbie, en 2013, du Pape Benoît XVI, à l'occasion du 1 700e anniversaire de l'Édit de Milan (313) de l'empereur Constantin Ier qui a officialisé le christianisme dans l'empire romain. Constantin est né sur le territoire actuel de la Serbie, à Niš, une ville du sud du pays dont Irénée fut l'évêque.

## Visites à l'étranger
- Du 31 mai au 8 juin 2019, en Syrie : rencontre avec le président syrien Bachar el-Assad et le patriarche Jean X d'Antioche[6] ; concélébration de la Divine Liturgie par les patriarches en l'église de la Sainte-Croix de Damas le 2 juin

## Mort
Il meurt le 20 novembre 2020 à Belgrade des suites de la COVID-19, à l’âge de 90 ans.

## Voir  aussi

### Articles  connexes
- Église orthodoxe serbe
- Liste des primats de l'Église orthodoxe serbe